# خلدون بشارة
خلدون بشارة (مواليد طوباس 1972) معماري فلسطيني متخصّص في حفظ المواقع المعماريّة وعلم الإنثروبولوجيا. قام بتنفيذ العديد من مشاريع حفظ المواقع المعماريّة في فلسطين، كما عمل على العديد من مشاريع التصميم المعماري.

## السيرة المهنية
دَرَس بشارة الهندسة المعماريّة في جامعة بيرزيت في بيرزيت، فلسطين، حيث حصل منها على شهادة البكالوريوس عام 1996، ثم حصل بعدها في عام 2000 على شهادة الماجستير في الحفاظ على البلدات والمباني من جامعة لوفان الكاثوليكيّة في لوفان، بلجيكا. ثم حصل على درجة الماجستير أيضًا في الإنثروبولوجيا عام 2009 من جامعة كاليفورنيا في إرفاين، كاليفورنيا، الولايات المتحدة الأمريكيّة، كما حصل على شهادة الدكتوراه منها عام 2012 في ذات التخصّص. كَتَب وشارك في كتابة العديد من الكتب والمقالات؛ منها مبادئ رواق التوجيهية لصيانة وترميم المباني التاريخية في فلسطين عام 2005، ومدينة رام الله عمارة وتاريخًا عام 2002. يعمل حاليًا كمدير لمركز المعمار الشعبي الفلسطيني (رواق).

## وصلات خارجية
- مركز المعمار الشعبي - رواق
- التراث في فلسطين: الإرث الاستعماري في خطاب ما بعد الاستعمار (بالإنجليزية)
- بوابة يافا: مهرجان برلين السينمائي الدولي